# Улица греха
«Улица греха» (Scarlet Street, букв. «Алая улица») — вторая (после «Суки» Жана Ренуара, 1931) экранизация романа Жоржа де Лафушардьера. Фильм-нуар снят в Голливуде режиссёром Фрицем Лангом в 1945 году. Главные роли сыграли Эдвард Г. Робинсон, Джоан Беннетт и Дэн Дьюриа, за год до этого снявшиеся в другом нуаре Ланга — «Женщина в окне».
«Улица греха» имеет репутацию одного из самых мрачных нуаров. Это первый голливудский детектив, в котором убийца оставлен безнаказанным — по крайней мере, формально.

## Сюжет
Беннетт и Дьюриа играют пару самых отъявленных злодеев классического нуара. Всё, что им нужно от жизни, — это деньги и наслаждения. В погоне за этими целями они вовлекают в свои сети безобидного пожилого кассира, который к тому же оказывается талантливым художником. Затянутый в водоворот любовной страсти, герой Робинсона теряет работу, перестаёт писать картины и становится причиной двух смертей. Он сходит с ума, пытается покончить с собой, но неудачно. Отныне его удел — жизнь нищего бродяги, терзаемого угрызениями совести и галлюцинациями.

## В ролях
- Эдвард Г. Робинсон — Кристофер Кросс
- Джоан Беннетт — Китти Марч
- Дэн Дьюриа — Джонни Принс
- Маргарет Линдси — Милли Рэй
- Розалинд Айван — Адель Кросс
- Джесс Баркер — Дэвид Джейнуэй
- Чарльз Кемпер — Хиггинс
- Владимир Соколов — Поп Леджон
- Артур Лофт — Деллароу
- Рассел Хикс — мистер Хогарт

В титрах не указаны
- Дик Уэссел — детектив
- Беатрис Робертс — секретарша
- Сай Кендалл — Ник

## Отзывы
Фильм критиковали за крайне неспешный темп повествования, злоупотребление жанровыми клише и недостаточную проработку психологической мотивации героев. Наибольшую известность получила сцена в конце фильма: главный герой в ночном сумраке гостиничного номера слышит голоса отправленных им на тот свет любовников, причём в такт их сдвоенным голосам мигает неоновая вывеска за окном отеля.